# プリンス・オブ・ウェールズ (戦艦・初代)

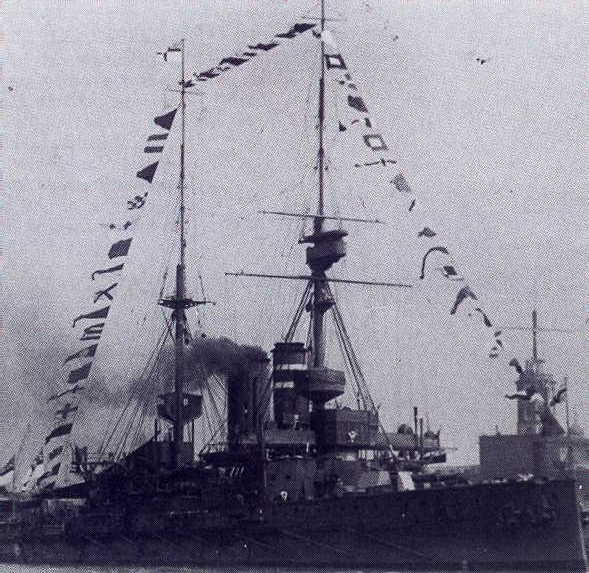
1912年に撮られたフォーミダブル級「プリンス・オブ・ウェールズ」。

プリンス・オブ・ウェールズ (HMS Prince of Wales) はイギリス海軍の前弩級戦艦。フォーミダブル級。プリンス・オブ・ウェールズと命名された6隻目のイギリス海軍艦艇。

## 艦歴
チャタム工廠で1901年3月20日に起工。1902年3月20日進水。1904年3月竣工。予備艦隊に編入。
1904年5月18日に就役し、地中海艦隊に編入。1905年7月29日、商船「Enidiven」と衝突。1906年4月、高速航行試験中に機関の爆発事故を起こし死者3名負傷者4名を出した。1912年2月、大西洋艦隊へ転属。同年5月13日、本国艦隊へ転属。1913年6月2日、訓練中に潜水艦「C32」が「プリンス・オブ・ウェールズ」に衝突。
1914年8月に第一次世界大戦が始まった時、プリンス・オブ・ウェールズは第5戦艦戦隊旗艦であった。戦隊はポートランドを拠点とする海峡艦隊に配属され、イギリス海峡の哨戒をおこなった。1914年8月25日、戦隊はポーツマス海兵大隊のベルギー、オーステンデへの移動を支援した。11月14日にドイツ軍のイギリス侵攻に備えて戦隊はシアネスへ移ったが、12月30日にはポートランドに戻った。
1915年3月19日、「プリンス・オブ・ウェールズ」はダーダネルスへ行き、そこでの戦いに参加するよう命じられた。3月20日にポートランドを出発し、3月29日にイギリスダーダネルス戦隊に加わった。「プリンス・オブ・ウェールズ」は、1915年4月25日のオーストラリア陸軍第3旅団のGapa Tepeとアンザックコーブへの上陸を援護した。
1915年5月22日、「プリンス・オブ・ウェールズ」は戦艦「インプラカブル」、「ロンドン」、「クイーン」と共にアドリア海へ移され第2派遣戦隊を編成した。これは、オーストリア＝ハンガリー帝国に宣戦布告しその海軍と対峙することになったイタリアの海軍への増援であった。5月27日に「プリンス・オブ・ウェールズ」は新たな基地ターラントに到着した。「プリンス・オブ・ウェールズ」は1916年3月から6月まで戦隊の旗艦を務めた。
1917年2月、「プリンス・オブ・ウェールズ」はイギリスへの帰還を命じられた。イギリスに戻った後予備役となり宿泊艦として用いられた。1920年4月12日にスクラップとして売却。